# Exallonyx ligatus
Exallonyx ligatus är en stekelart som först beskrevs av Christian Gottfried Daniel Nees von Esenbeck 1834.  Exallonyx ligatus ingår i släktet Exallonyx, och familjen svartsteklar. Arten är reproducerande i Sverige.